# Gellenstrom

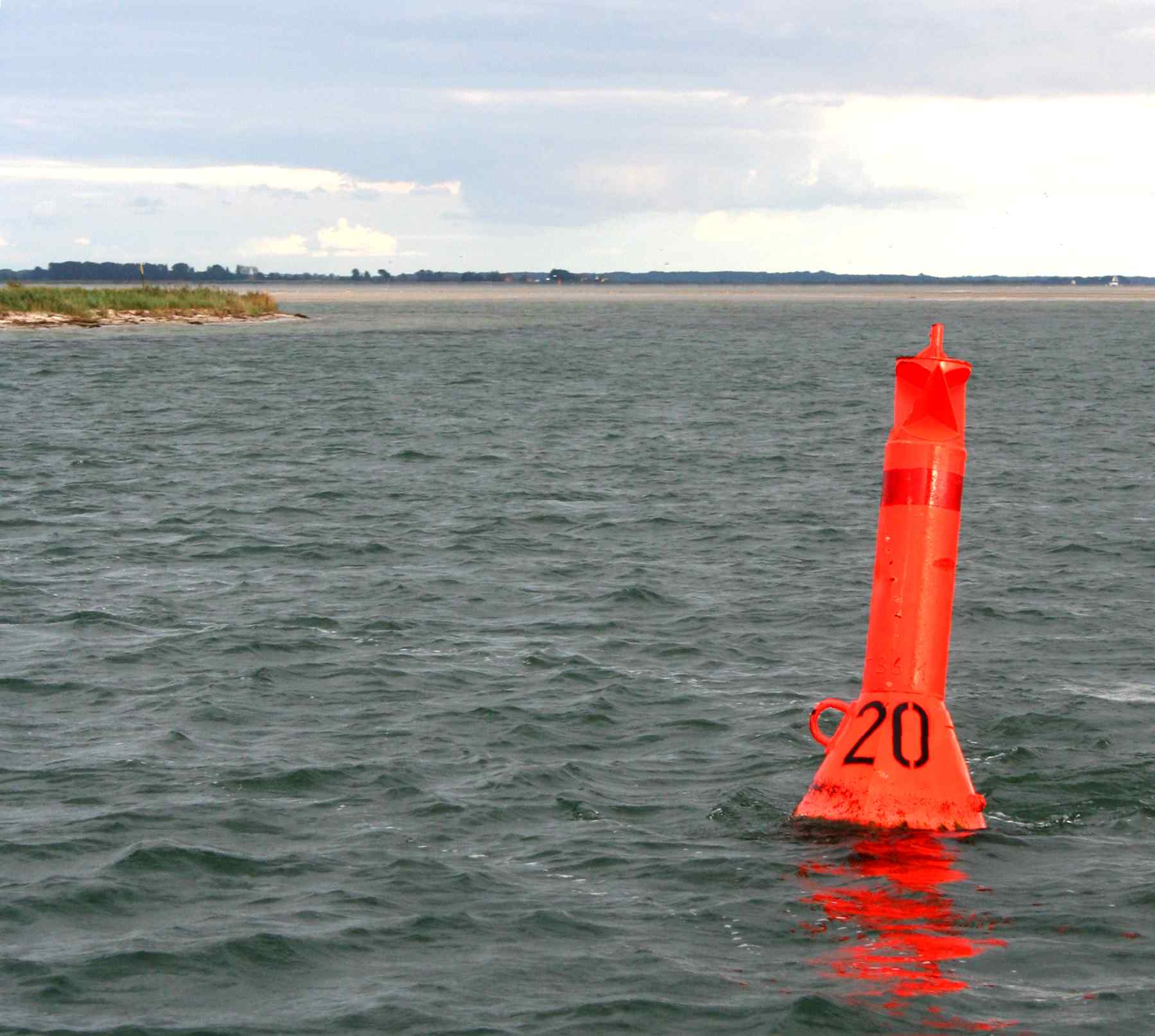
Tonne 20 im Gellenstrom und Südspitze der Halbinsel Gellen

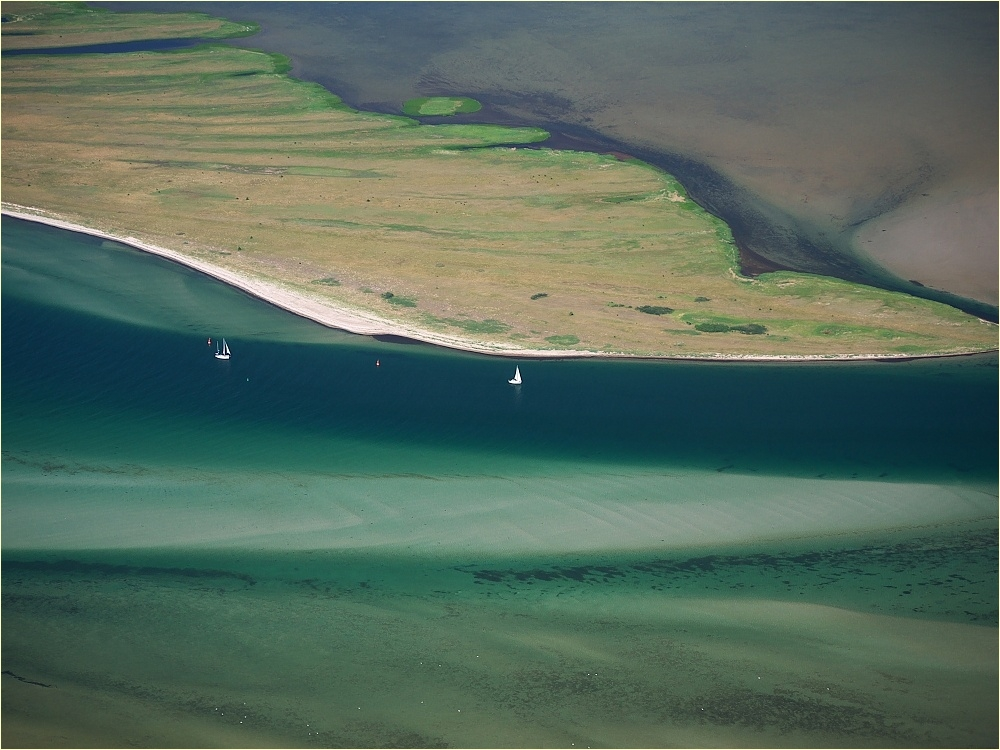
Gellenstrom, Fahrwasser südlich der Halbinsel Gellen im Süden der Insel Hiddensee

Der Gellenstrom ist ein Fahrwasser in der Ostsee westlich der namensgebenden Halbinsel Gellen der Insel Hiddensee und stellt die nordwestliche Zufahrt zu den Häfen von Stralsund und zum Strelasund dar. Darüber hinaus ist er die hauptsächliche Verbindung der Darß-Zingster Boddengewässer mit der Ostsee. 
Der Gellenstrom hat eine garantierte Fahrwassertiefe von 3,70 m und wird über den Leuchtturm Gellen angesteuert, der seine nördliche Einfahrt markiert. Es gilt eine Geschwindigkeitsbegrenzung auf 10 kn. Südlich liegt der Hafen von Barhöft, der vom Gellenstrom aus über die Barhöft-Rinne erreichbar ist, westlich die Insel Bock, die mit dem Sand aus der Fahrrinne aufgespült wurde. 